# Christophe Lemaire (jockey)
Pour les articles homonymes, voir Christophe Lemaire et Lemaire.

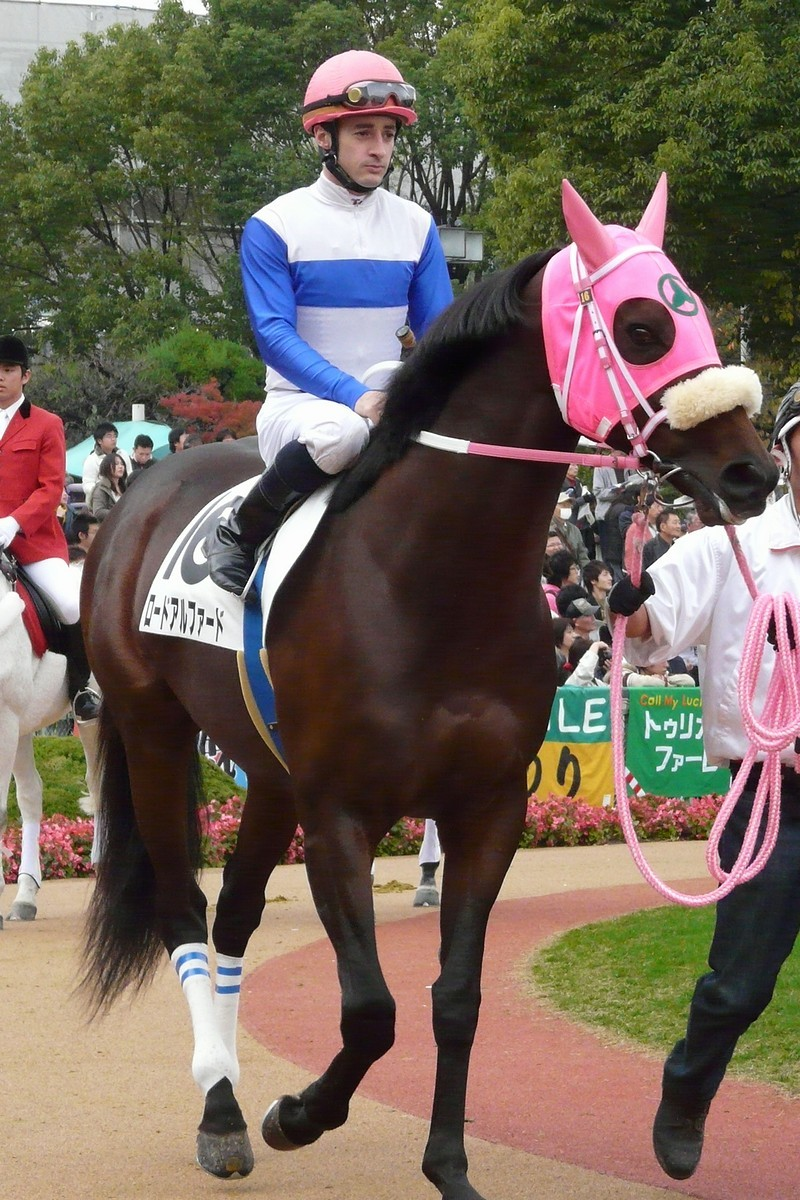
Christophe Lemaire au Japon

Christophe-Patrice Lemaire, né le 20 mai 1979 à Gouvieux (Oise), est un jockey français basé au Japon, participant aux courses de plat. Il remporte la cravache d'or japonaise à sept reprises.

## Carrière

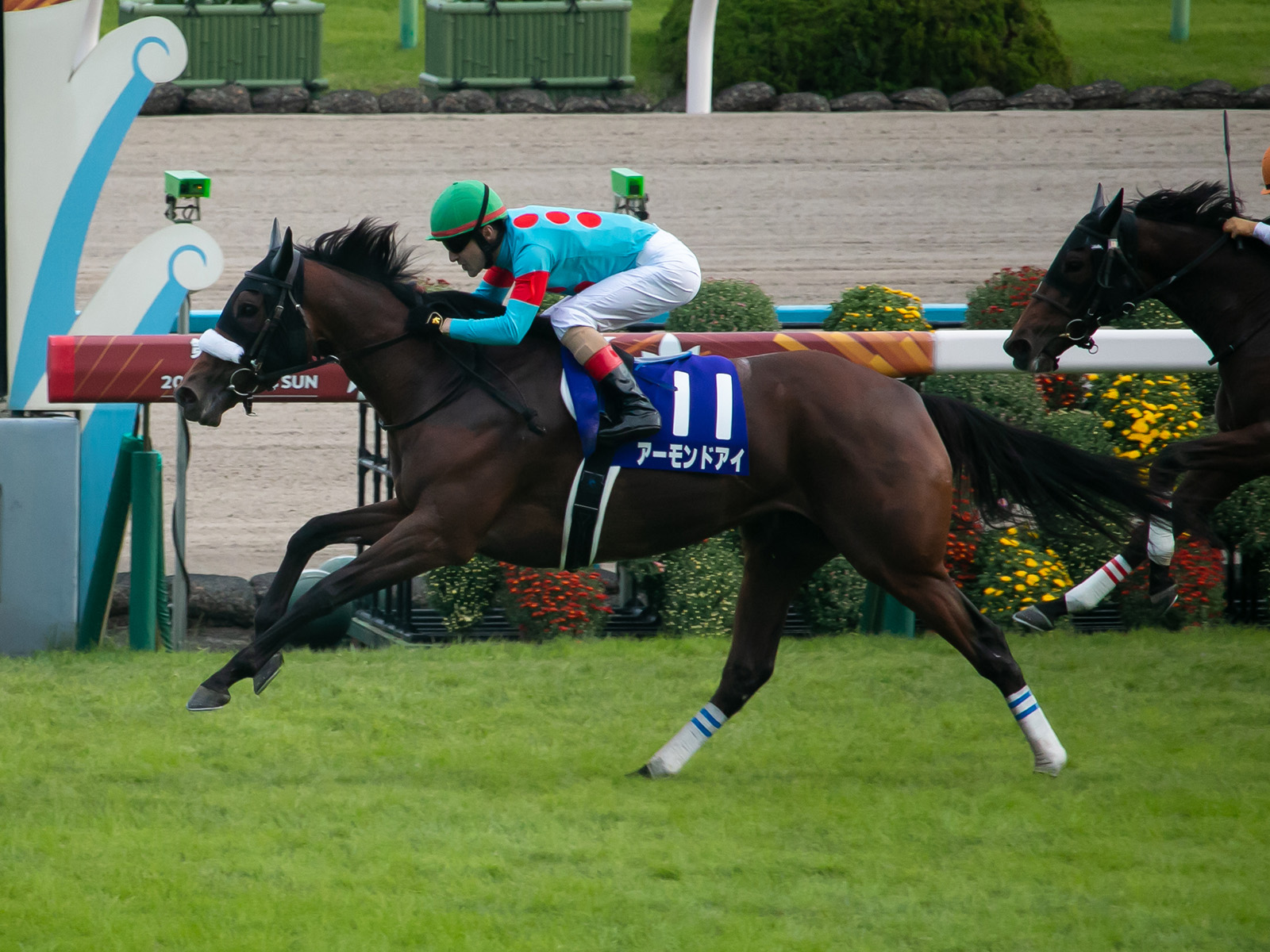
Avec Almond Eye

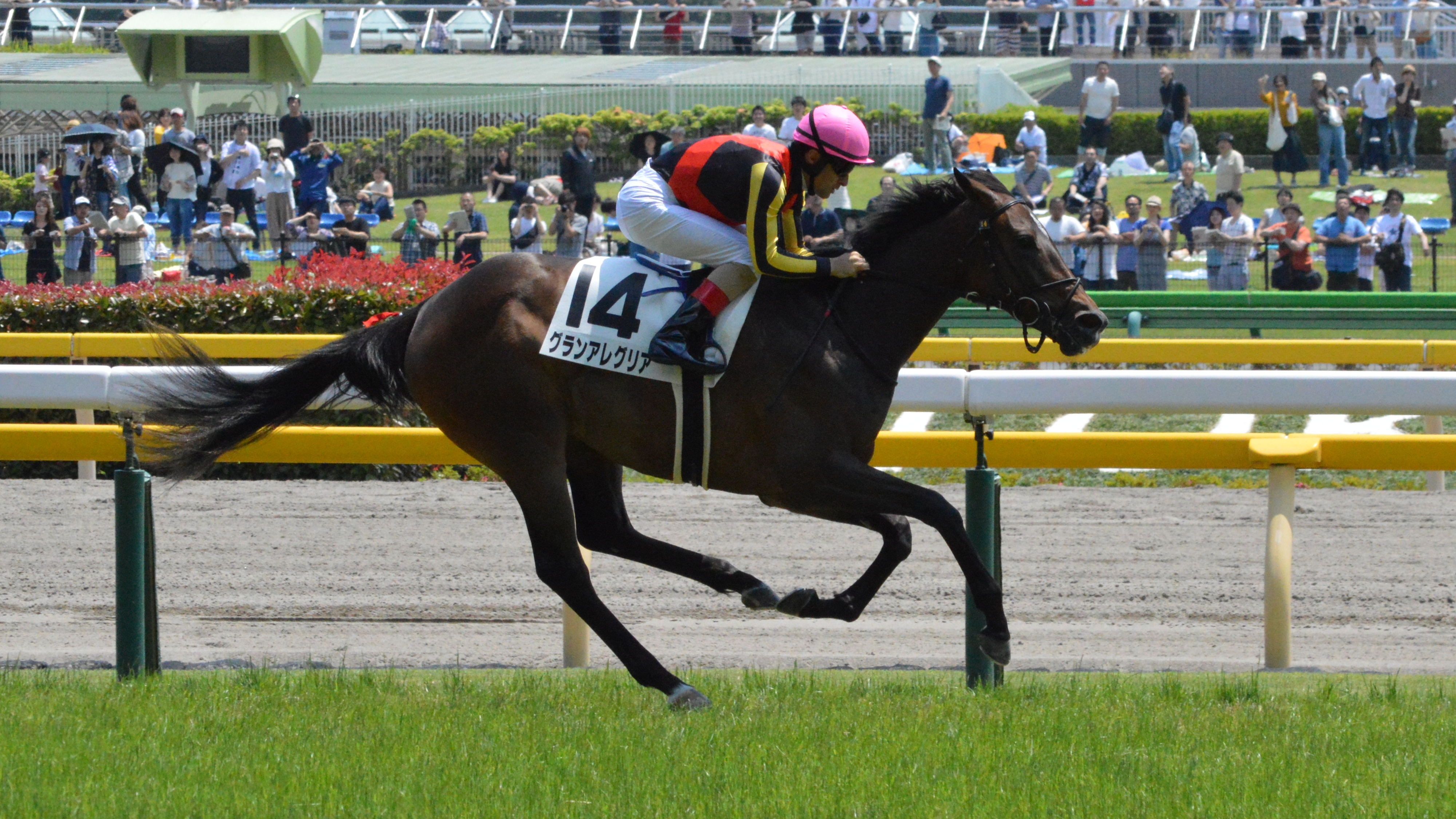
Avec Gran Alegria

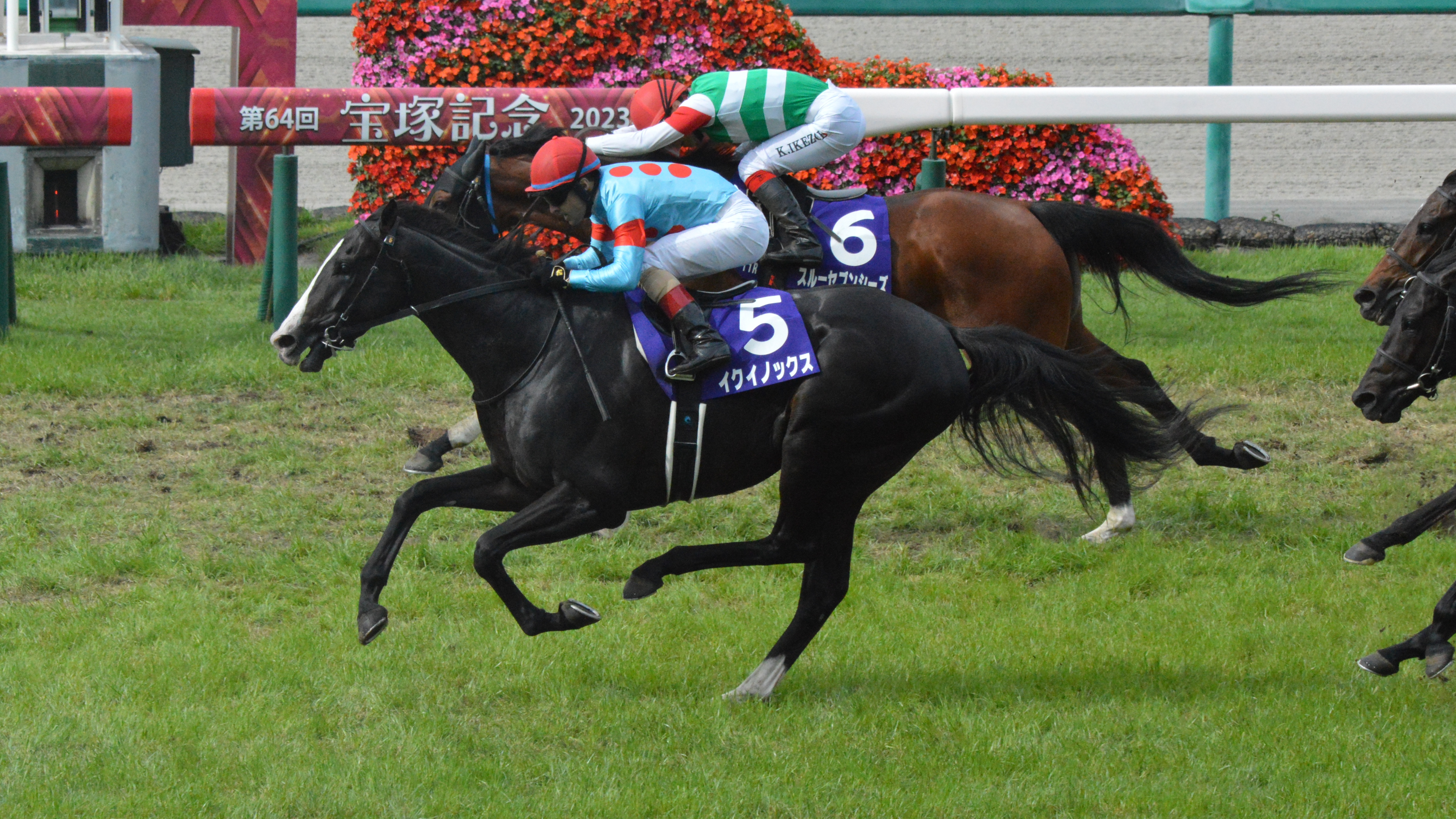
Avec Equinox

Fils d'un jockey d'obstacles, Christophe Lemaire commence sa carrière comme gentleman rider, puis rejoint l'écurie d'André Fabre où il obtient sa licence de jockey en 1999. Devenu free-lance il remporte son premier Groupe I en 2003 dans le Grand Prix de Paris, avant d'être associé aux chevaux de l'écurie Aga Khan. Il fut notamment le partenaire des championnes Divine Proportions et Pride. Il monte également l'hiver en contrat court au Japon où il remporte les plus grandes courses comme l'Arima Kinen en 2005 ou la Japan Cup en 2009.
En 2015, avec l'Italien Mirco Demuro, il devient le premier jockey étranger à obtenir sa licence permanente au Japon. Le 6 novembre, il réussit l'exploit de remporter huit courses (sur 10 montes) dans la même réunion, égalant le record détenu par Yutaka Take. En 2017, il devient le premier jockey étranger à remporter la cravache d'or au Japon,, titre qu'il conserve l'année suivante, année marquée par ses triomphes avec la championne Almond Eye, qui lui apporte une Triple Couronne des pouliches et un deuxième succès dans la Japan Cup, et par le record de victoires en une saison qu'il ravit à Yutaka Take (215 contre 212). Il enchaîne avec une troisième cravache d'or consécutive en 2019, année où il devient le neuvième jockey de l'histoire à compter tous les classiques japonais à son palmarès.
En 2020, il enchaine un record de 5 victoires consécutives dans le Tennō Shō, qui se court deux fois dans l'année, au printemps et à l'automne), s'offre une nouvelle cravache d'or, ainsi qu'un nouveau record avec Almond Eye qui devient le cheval japonais le plus titré de l'histoire avec 8 Groupe 1 au Japon et 1 à l'international (Dubaï Turf 2019), tous en association avec Christophe Lemaire, et réalise le doublé dans la Japan Cup. À la fin de la saison 2020, Christophe Lemaire devient numéro 1 mondial au classement TRC Global Ranking, devançant Lanfranco Dettori 

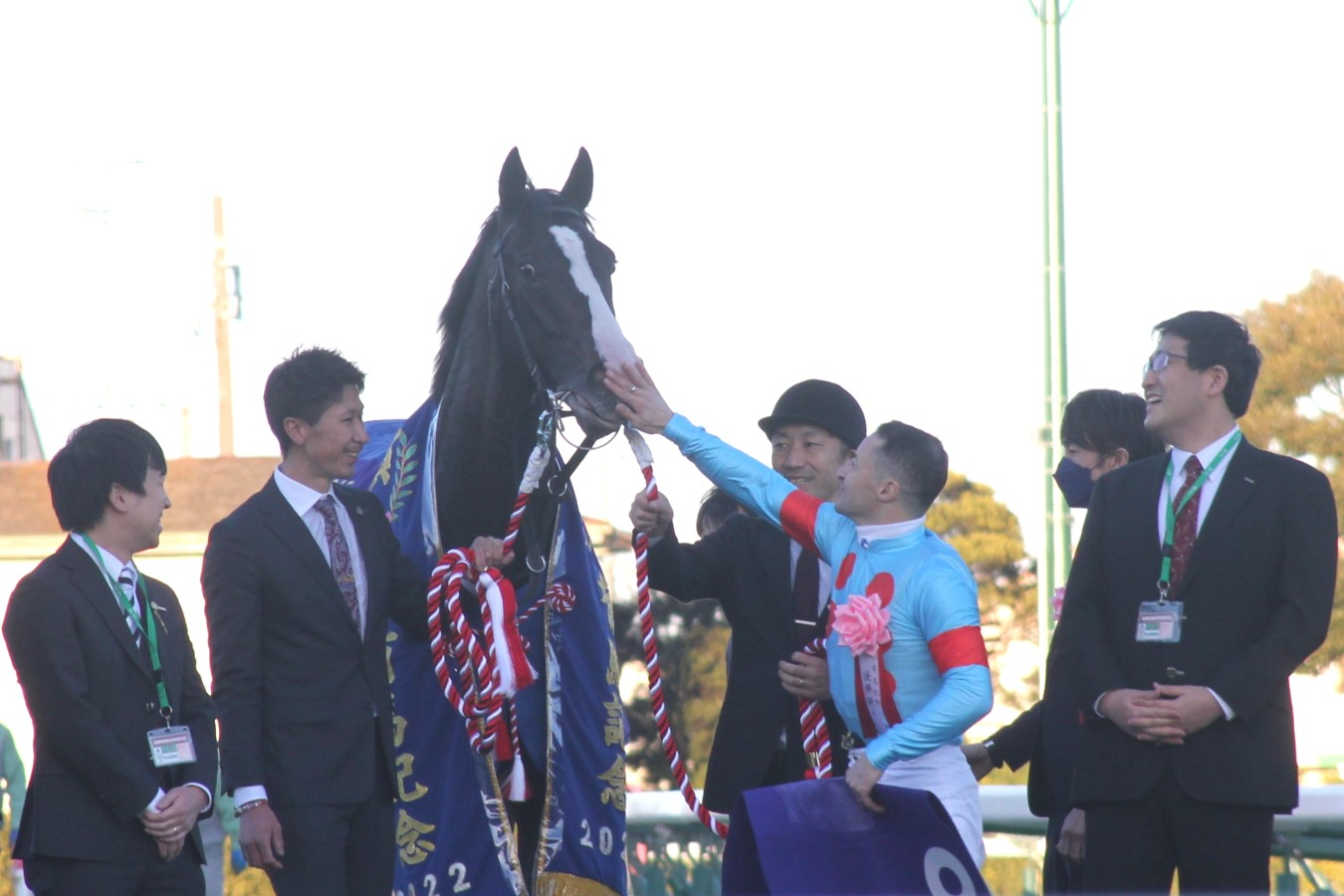
Le jockey Lemaire touche le cheval gagnant Equinox lors d'une séance photo

avant de conserver son titre en 2021 pour la 5e année consécutive. En 2022, malgré des victoires au Tennō Shō et à l'Arima Kinen, il cède son titre, avant de le reconquérir l'année suivante, une saison où il est associé au meilleur cheval du monde, Equinox. En 2024, malgré une chute sévère lors du meeting de la Dubai World Cup qui l'a immobilisé pendant plus d'un mois, il parvient à conserver son titre de meilleur jockey au Japon pour la septième fois. Il y réalise un taux de réussite à la gagne de près de 30 % et y remporte trois G1, notamment 2 avec Cervinia, élue meilleure pouliche de trois ans cette année là.
Début 2022, en parallèle de sa carrière de jockey, il co-fonde la marque de fashion CL by C.ルメール dont les designs s'inspirent des codes et des valeurs de la course de plat.

## Palmarès
(Victoires de groupe 1 uniquement)
 France
- Prix du Jockey Club – 1 – Le Havre (2009)
- Prix de Diane – 3 – Divine Proportions (2005), Stacelita (2009), Sarafina (2010)
- Poule d'Essai des Pouliches – 3 – Divine Proportions (2005), Elusive Wave (2009), Flotilla (2013)
- Grand Prix de Paris – 1 – Vespone (2003)
- Grand Prix de Saint-Cloud – 2 – Pride (2006), Sarafina (2011)
- Prix d'Astarté – 1 – Divine Proportions (2005)
- Prix d'Ispahan – 1 – Never on Sunday (2009)
- Prix Jean Prat – 1 – Vespone (2003)
- Prix Marcel Boussac – 2 – Denebola (2003), Divine Proportions (2004)
- Prix Morny – 1 – Divine Proportions (2004)
- Prix du Moulin de Longchamp – 1 – Starcraft (2005)
- Prix Royal-Oak – 1 – Gentoo (2010)
- Prix Saint-Alary – 4 – Coquerelle (2007), Belle et Célèbre (2008), Stacelita (2009), Sagawara (2012)
- Prix Vermeille – 2 – Stacelita (2009), Shareta (2012)
- Prix de l'Opéra – 1 – Ridasiyna (2012)

 Royaume-Uni
- 2000 Guinées – 1 – Makfi (2010)
- 1000 Guinées – 1 – Natagora (2008)
- Champion Stakes – 2 – Pride (2006), Literato (2007)
- Cheveley Park Stakes – 1 – Natagora (2007)
- Queen Elizabeth II Stakes – 1 – Starcraft (2005)
- Sun Chariot Stakes – 1 – Sahpresa (2011)
- Yorkshire Oaks – 1 – Shareta (2012)

 États-Unis
- Breeders' Cup Juvenile Fillies Turf – 1 – Flotilla (2012)
- Secretariat Stakes – 1 – Bayrir (2012)

 Japon
- Japan Cup – 4 – Vodka (2009), Almond Eye (2018, 2020), Equinox (2023)
- Satsuki Shō – 1 – Saturnalia (2019)
- Tokyo Yūshun – 1 – Rey de Oro (2017)
- Kikuka Shō – 4 - Satono Diamond (2016), Fierement (2018), Durezza (2023), Urban Chic (2024)
- Oka Shō (1000 Guinées) – 2 – Almond Eye (2018), Gran Alegria (2019)
- Yūshun Himba (Oaks) – 4 – Soul Stirring (2017), Almond Eye (2018), Stars on Earth (2022), Cervinia (2024)
- Shuka Shō – 3 – Deirdre (2017), Almond Eye (2018), Cervinia (2024)
- Tenno Sho (Automne) – 5 – Rey de Oro (2018), Almond Eye (2019), Almond Eye (2020), Equinox (2022, 2023)
- Tenno Sho (Printemps) – 3 – Fierement (2019, 2020), Justin Palace (2023)
- Victoria Mile – 4 – Admire Lead (2017), Almond Eye (2020), Gran Alegria (2021), Ascoli Piceno (2025)
- Arima Kinen – 3 – Heart's Cry (2005) Satono Diamond (2016), Equinox (2022)
- Queen Elizabeth II Cup – 3 – Little Amapola (2008) Lucky Lilac (2020), Brede Weg (2023)
- Japan Cup Dirt – 2 – Kane Hekili (2008) Belshazzar (2013)
- Hanshin Juvenile Fillies – 2 – Major Emblem (2015), Soul Stirring (2016)
- Sprinter Stakes – 2 – Tower of London (2019) Gran Alegria (2020)
- Mile Championship – 2 – Gran Alegria (2020, 2021)
- NHK Mile Cup – 2 – Major Emblem (2016), Schnell Meister (2021)
- February Stakes – 2 – Mozu Ascot (2020), Café Pharoah (2021)
- Takarazuka Kinen – 2 – Chrono Genesis (2021), Equinox (2023)
- Yasuda Kinen – 1 – Mozu Ascot (2018)
- Hopeful Stakes – 1 – Regaleira (2023)

 Australie
- Melbourne Cup – 1 – Dunaden (2011)

 Hong Kong
- Hong Kong Cup – 1 – Pride (2006)

 Dubaï
- Dubaï Sheema Classic – 2 – Heart's Cry (2006), Equinox (2023)
- Dubaï Turf – 1 – Almond Eye (2019)